# Masaiti
Masaiti è un centro abitato dello Zambia, parte della Provincia di Copperbelt e capoluogo del distretto omonimo. Amministrativamente è formato dai 10 comuni che formaqno la circoscrizione elettorale (constituency) di Masaiti